# Acanthodelta cyanobathra
Acanthodelta cyanobathra là một loài bướm đêm trong họ Noctuidae.